# 이원열
이원열(1980년 ~ )은 대한민국의 영어 번역가 겸 가수이다. 서울대학교 경제학부를 졸업하고, 게임 회사, 광고대행사에서 5년간 근무한 후 줄리아 하트, 코스모스, 라이너스의 담요 등의 밴드에서 베이스 기타 담당을 하였다. 수잰 콜린스의 헝거 게임 시리즈 번역으로 유명하며, 이외에 클리프 제인웨이 시리즈, 《요리사가 너무 많다》, 만화 《스콧 필그림》 등을 번역했다. 로큰롤 밴드 '원 트릭 포니스(One Trick Ponies)'의 리드싱어 겸 송라이터로 활동하고 있다.

## 저작
- 내 어둠의 근원(제임스 엘로이, 시작)
- 뉴욕을 털어라(도널드 웨스트레이크, 시작)
- 니나보르 케이스
  - 슈트케이스 속의 소년
  - 보이지 않는 살인자
  - 나이팅게일의 죽음
- 디너 클럽(사스키아 노르트, 박하)
- 디아블로: 죄악의 전쟁 1(리처드 A. 나크, 제우미디어)
- 레드 라이징(피어스 브라운, 황금가지)
- 세상이 잠든 동안(커트 보니것, 문학동네)
- 스콧 필그림 1~6(브라이언 리 오맬리, 세미콜론)
- 악명 높은 연인(알렉산데르 쇠데르베리, 북로드)
- 요리사가 너무 많다(렉스 스타우트, 엘릭시르)
- 움직이지 마(데니스 존슨, 엘릭시르)
- 클리프 제인웨이 시리즈(존 더닝, 곰)
  - 책 사냥꾼의 죽음
  - 책 사냥꾼의 흔적
- 트와일라잇 시리즈(스테프니 메이어, 북폴리오)
  - 브리 태너
- 헝거 게임 시리즈(수잰 콜린스, 북폴리오)
  - 헝거 게임
  - 캣칭 파이어
  - 모킹제이